# 1406 Комппа
1406 Комппа (1406 Komppa) — астероїд головного поясу, відкритий 13 вересня 1936 року.
Тіссеранів параметр щодо Юпітера — 3,329.